# Мальцев, Анатолий Васильевич
Анатолий Васильевич Мальцев (14 января 1934, Серпухов Московской обл. — 12 декабря 2015, Москва) — советский военный дирижёр, педагог, народный артист РСФСР, профессор. Начальник Ансамбля песни и пляски Советской Армии им. А. В. Александрова (1987—1992).

## Биография
В 1957 окончил Институт военных дирижеров по классу дирижирования И. В. Петрова, классу инструментовки С. П. Горчакова, классу тромбона А. Н. Седракян.
В 1957—1963 дирижер оркестров Прибалтийского военного округа, в том числе оркестра штаба округа (Рига). В 1963—1968 дирижер, затем начальник оркестра штаба Северной группы войск, одновременно и. о. начальника оркестровой службы Группы войск.
В 1968—1973 дирижер, затем начальник оркестра штаба Московского ценного округа, в 1973—1977 офицер военно-оркестровой службы Министерства обороны СССР.
В 1977—1986 начальник Первого отдельного показательного оркестра Министерства обороны СССР.
В 1986 дирижер, зам. начальника дважды Краснознамённого ансамбля песни и пляски Советской Армии им. А. В. Александрова, С 21 января 1987 года начальник и художественный руководитель Ансамбля.
В 1992 года и до последних дней жизни преподаватель института военных дирижёров.
Воспоминания концертмейстера группы кларнетов оркестра министерства обороны РФ, засл. арт. России, лауреата Международного конкурса, профессора Российской Академии им. Гнесиных Ивана Оленчика:
«Тесная творческая и человеческая дружба у меня завязалась с замечательным дирижером, музыкантом и начальником оркестра Анатолием Васильевичем Мальцевым. Все мои сольные выступления с оркестром министерства обороны, как в стране, так и за рубежом, были под его музыкальным руководством. Этот изумительный человек навсегда оставил в моей памяти светлые воспоминания».
И еще один эпизод из воспоминаний Ивана Оленчика. «Мне вспоминается далёкий уже 1985 год. Тогда, более чем 36 лет назад, Первый отдельный показательный оркестр Министерства обороны СССР находился в гастрольном турне по Сибири. Мы дали несколько концертов в Тюменской области, а затем переместились в город Сургут. Помню, была очень холодная зима (минус 50!), но мы не мёрзли, в коллективе был тёплый климат и прекрасные взаимоотношения между музыкантами и командованием оркестра, это делало все трудности незаметными.
Коллектив оркестра был в зените своей творческой славы. И вдруг, как гром среди ясного неба: сначала в узком кругу, начальник оркестра, полковник А. В. Мальцев заявляет, что получил приглашение Главного Политуправления Советской Армии возглавить Краснознамённый ансамбль песни и пляски имени А. В. Александрова.
Наступила минутная тишина. Наибольшей неожиданностью это стало для начальника военно-оркестровой службы СССР, генерал-майора Н. М. Михайлова. Помню его слова: „Толя, ты что?“. Но вопрос (был решён и всякие уговоры не помогли. Николай Михайлович Михайлов был очень расстроен, но понимал, что последнее слово за вышестоящими инстанциями, и он в этой ситуации бессилен». (фрагмент из очерка «Диалоги с Иваном Оленчиком»).
Скончался 12 декабря 2015 года.